# IC 4997
IC 4997 – mgławica planetarna znajdująca się w gwiazdozbiorze Strzały. Odkryli ją niezależnie w 1896 roku Williamina Fleming i Gustav Gruss (dokładne daty odkryć nie są znane, więc nie wiadomo, kto odkrył ją wcześniej). Mgławica ta jest oddalona o około 8 tysięcy lat świetlnych od Ziemi. W mniejszych teleskopach wygląda jak zwykła gwiazda, dopiero zbadanie jej widma pozwala określić jej prawdziwą naturę.

## Charakterystyka fizyczna
IC 4997 jest bardzo młoda i bardzo gęsta. Jej temperaturę szacuje się na około 20 000 K, bliską rekordowych odnotowanych wartości (większość mgławic planetarnych ma temperaturę mniej więcej o połowę niższą). Mgławica rozszerza się z prędkością około 20 km/s (zewnętrzny rejon wolniej).
Najbardziej charakterystyczną cechą IC 4997 jest jej zmienność, np. w latach 60. XX wieku odnotowano nagłą zmianę w jej widmie. Obserwacje radiowe mgławicy ujawniły zmiany w jej strukturze w ciągu niewiele ponad roku.
Centralna gwiazda ma jasność około 14m, a jej temperatura wynosi około 49 000 K.